# Garnett Silk
Garnett Silk (född Garnet Damion Smith, född 2 april 1966, död 9 december 1994 (28 år) ) när han försökte rädda sin mor vid en husbrand, var en jamaicansk reggaemusiker och rastafarian, känd för sin känslosamma, kraftfulla och mjuka röst. Han började sin karriär inom reggaemusiken som toaster ansvarig för olika sound system med artistnamnet Little Bimbo. År 1989 övertalades han att börja sjunga i stället, och blev snabbt en av Jamaicas mest lovande sångare. Stilen som då dominerade var ragga – både dancehall och roots reggae med avsiktligt tydliga inslag av datorgenererade ljud – och Garnett Silk gjorde som nybliven rastafarian många religiösa låtar. 
År 1993 nådde han toppen av reggaevärldens hårda konkurrens. Med på albumet Gold fanns låten "Zion In A Vision", som klättrade upp till förstaplatsen på den jamaicanska topplistan, och låten "Hello Mama Africa" kom att toppa den brittiska reggaetopplistan

## Diskografi
Studioalbum
- 1992 – It's Growing (VP Records)
- 1993 – Buju Banton Meets Garnett Silk and Tony Rebel (med Buju Banton och Tony Rebel) (Rhino Records)
- 1993 – Gold
- 1994 – Love is the Answer (återutgåva av album från ca. 1990) (VP Records)
- 1994 – Tony Rebel Meets Garnett Silk in a Dance Hall Conference (med Tony Rebel) (Heartbeat Records)
- 1995 – Nothing Can Divide Us (VP Records)
- 1995 – Lord Watch Over Our Shoulders (Greensleeves Records)
- 1995 – Silky Mood (VP Records)

Livealbum
- 1999 – Live at Reggae Sunsplash 1994

Album med omstuvat material
- 1998 – Journey
- 1999 – Live at Reggae Sunsplash 1994
- 2000 – Garnett Silk Meets the Conquering Lion
- 2003 – Give I Strength
- 2006 – Rule Dem: The Roots of the Reggae Messiah